# Телекоммуникации в Крыму
Телекоммуникации в Крыму — одна из отраслей экономики Крыма, которая представляет телефонную связь, радиосвязь, цифровое телевидение и волоконно-оптическая линию передачи

## Телеграфная связь

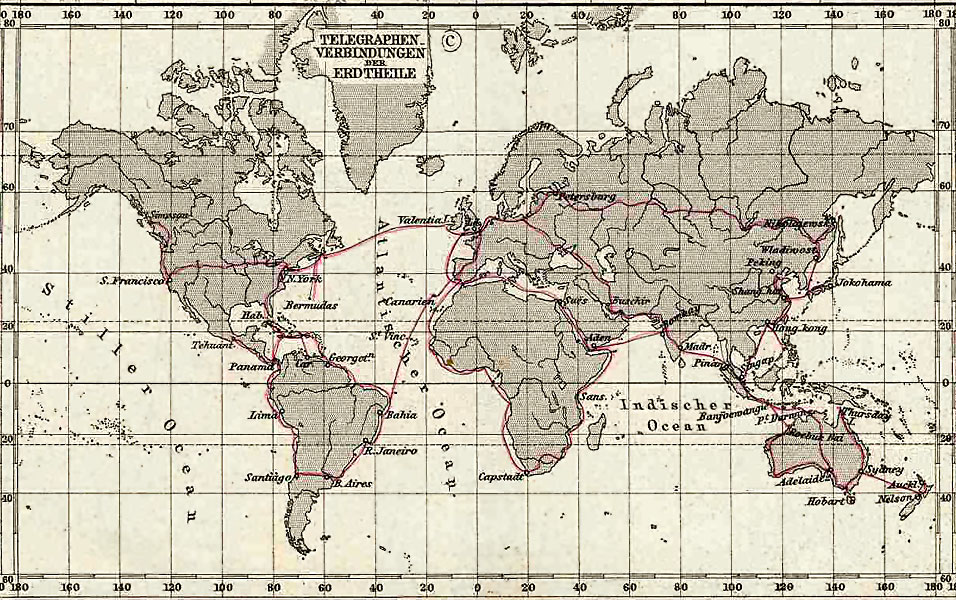
Основные телеграфные линии на 1891 год

Первой телеграфной линией в городе Симферополь была Индо-Европейская телеграфная сеть, которая была запущена 1870 году. Строительство телеграфной сети занималась компания Siemens. Телеграфная сеть проходила через Перекоп — Симферополь — Белогорск — Старый Крым — Феодосия — Керчь. Станции обслуживали специалисты из Британской империи

## Волоконно-оптическая линия связи
После аннексии Крыма Российской Федерацией полуостров был связан с РФ двумя линиями ВОЛП, протяженностью 905 километров каждая. Соединяющая города Симферополь — Ростов-на-Дону суммарной пропускной способностью четырнадцать терабайт. Крымская телекоммуникационная инфраструктура является независимой от телекоммуникационных систем соседних государств

## Сотовая сеть
Первым крымским виртуальным оператором является Win Mobile. Владельцем которого является оператор участка волоконно-оптической линий связи в Крыму К-телеком. В 2015 году были запущены сети третьего и четвёртого поколений мобильной связи передачи данных 3G и LTE

## Цифровое телевидение
Вещание цифрового телевидения в Крыму ведется на 95 % территории. Предоставляет услуги ФГУП «Российская телевизионная и радиовещательная сеть» в Крыму.

## Телефонная связь
В марте 2014 года приказом Министерство цифрового развития, связи и массовых коммуникаций Российской Федерации Республика Крым была включена в телефонный план нумерации России стационарной телефонной связи

### Цифровое звуковое радиовещание
В Крыму информационное агентство и радио «Sputnik» имеет самое большое покрытие цифрового звукового радиовещания на Крымском полуострове, ретранслирующие[уточнить] крымской радиостанцией «Спутник в Крыму»

### Спутниковый широкополосный доступ
На территории Крыма работает оператор спутниковой связи ФГУП «Космическая связь»

## Информационно-коммуникационные технологии
Государственное предприятие «Крымтехнологии» в период с 2014 по 2020 год разработало более 19[уточнить] государственных SaaS проектов
Технопарк «Крымский IT-кластер» совместно с компанией "НПП «Тензосенсор» являются ведущим разработчиком программного обеспечение в Крыму, по облачным вычислениям в сфере машинного обучения